# Monolepta raychaudhurii
Monolepta raychaudhurii es una especie de insecto coleóptero de la familia Chrysomelidae.
Fue descrita científicamente en 1986 por Takizawa.